# Die schwarze Garde
Die schwarze Garde (Originaltitel: The Black Watch) ist ein US-amerikanischer Abenteuerfilm aus dem Jahr 1929 von John Ford mit Victor McLaglen und Myrna Loy in den Hauptrollen. Der Pre-Code-Film wurde von der Fox Film Corporation produziert und basiert auf dem Roman King of the Khyber Rifles von Talbot Mundy.

## Handlung
Captain Donald King vom Regiment The Black Watch (Royal Highlanders) (deutsch schwarze Garde), wird einer geheimen Mission zugeteilt, gerade als der Rest seiner Kompanie bei Ausbruch des Ersten Weltkriegs von Britisch-Indien nach Frankreich befohlen wird. Infolgedessen wird er von seinen Kameraden als Feigling angesehen, ein Verdacht, der dadurch bestätigt wird, dass er in Indien in eine Schlägerei unter Alkoholeinfluss verwickelt wird, bei der er offenbar einen anderen Offizier tötet, so dass er ins Gefängnis kommt. 
Dort angekommen bricht King aus, macht sich auf den Weg zum Khyber-Pass in der Nähe von Afghanistan und schafft es, einen Aufstand abzuwenden, indem er das Vertrauen und dann die Zuneigung von Yasmani gewinnt, einem Mädchen, das von Stammesangehörigen als ihre Göttin, die sie zum Sieg über die Ungläubigen führen soll, angesehen wird. Mit Hilfe einiger englischer Offiziere mit Maschinengewehren schlägt King die rebellischen Stammesangehörigen in die Flucht, allerdings nicht bevor sie Yasmani töten, von der sie glauben, dass sie sie verraten hat.

## Hintergrund
Gedreht wurde der Film ab dem 5. Februar 1929 in den Fox-Studios in Hollywood.
Der Film war John Fords erster Tonfilm mit Dialogen.
William S. Darling war für das Szenenbild zuständig, John Wayne für die Requisite. Auch Lumsden Hare hatte als Dialogregisseur eine weitere Aufgabe neben seiner Filmrolle.

## Veröffentlichung
Die Premiere des Films fand am 6. Mai 1929 in Los Angeles statt. 1930 kam er in Österreich in die Kinos.

## Kritiken
Die Variety bemängelte, dass die Geschichte lose gegliedert und alles andere als gut gestrickt sei, da das Publikum aufgefordert werde, vieles als selbstverständlich zu betrachten.
Im Magazin Film Daily wurde der Film als farbenfrohes Abenteuergarn mit vielen herrlichen Sequenzen und ungewöhnlicher Bildschönheit beschrieben. Nur der Höhepunkt falle ab.
Freddie Schader schrieb in der Motion Picture News, was den Unterhaltungswert betreffe, erweise der Film sich als ein echter Hingucker. Es gebe Momente, die aufwühlen, und andere, die sich endlos hinziehen und langweilig seien. Der Grund dafür seien vor allem die schlecht geschriebenen und konstruierten Dialoge, die Victor McLaglen in den Mund gelegt wurden, der kein ausgebildeter Bühnenschauspieler sei und es auch nie sein werde.